# 東邦 (企業)
株式会社東邦(とうほう)は、大阪市生野区にある、石鹸製造会社。『ガンコな汚れ専用』の部分洗い用洗濯石セッケン、ウタマロ石けんを販売している。

## 概要・歴史
1920年、紙問屋の人が石鹸を作る会社に質の良い石鹸を作ってくれと頼んだことがきっかけで商品開発がはじまり、1957年についにウタマロ石鹸が誕生。
日本一の浮世絵師と言われる喜多川歌麿から名付けられたといわれている。
- 頑固な汚れにつよいこと
- ⼿肌にやさしい洗剤
- 環境にやさしいこと

が特徴である。
当初東邦は、ウタマロ石鹸の開発・製造のみを担っていたが、1998年に発売・販売元の会社が廃業した。そのまま販売終了用となる見込みだったが、販売継続要望が多かったため、東邦が商標を引き継いで、製造販売元となって販売継続し、現在に至っている。
ウタマロ⽯けんは中和法できるだけ純度の⾼い⽯けんを作るように⼼がけている。洗濯で失われる⽩さを取り戻すために安全性が確認されている蛍光増⽩剤を配合している。全自動洗濯機の普及に伴い、粉末・液体洗剤に押されて売り上げが芳しくない期間が長く続いたが、若い子育て層の間で、泥汚れに対する洗浄力がSNSで画像付きの口コミで広まったことから部分洗い用として再評価され、2008年度には200万個弱だった出荷量が2022年度には約1300万個まで大幅に増加した。
ウタマロ石けんが緑色なのは、塗ったところが分かるようにである。汚れた部分にうっすらと緑⾊がつくまで⽯けんを塗り、その後もみ洗いする時には、その緑⾊がちゃんと消えるまでしっかりもみ洗いする目印として緑色をしている。

## 商品

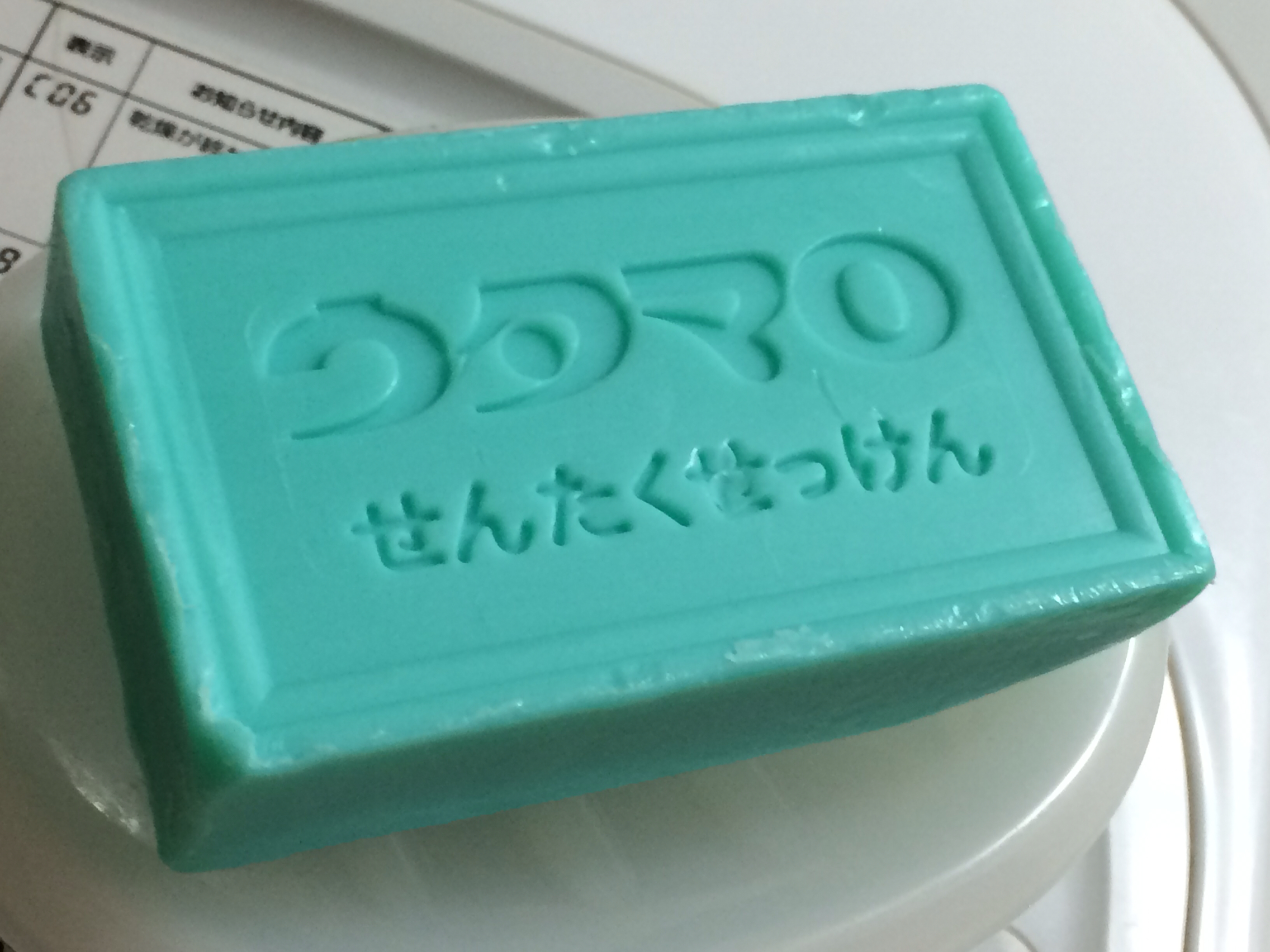
ウタマロ石けん

- ウタマロ石けん

- ウタマロリキッド

- ウタマロクリーナー

- ウタマロキッチン

## テレビ番組
- 日経スペシャル カンブリア宮殿 驚くほど汚れが落ちる！「ウタマロ」大ヒットの秘密（2023年1月19日、テレビ東京）- 社長 西本武司出演[4][5]。